# Pär Lagerkvist
Pär Lagerkvist (Växjö, Småland, 23 de maio de 1891 — Estocolmo, 11 de julho de 1974) foi um escritor sueco, laureado com o Nobel da Literatura em 1951.

Dos anos 1920 à década de 1970, Lagerkvist escreveu poemas, peças de teatro, novelas e contos. Tinha como principal tema de suas obras a temática do bem e do mal.
Os seus romances mais conhecidas são Dvärgen e Barabbas . 

## Obras
- Ordkonst och bildkonst (1913)
- Motiv (1914)
- Järn och människor (1915)
- Ångest (1916)
- Teater (1918)
- Kaos (1919)
- Det eviga leendet (1920)
- Den lyckliges väg (1921)
- Onda sagor (1924)
- Gäst hos verkligheten (1925)
- Hjärtats sånger (1926)
- Han som fick leva om sitt liv (1928)
- Bödeln (1933)
- Den knutna näven (1934)
- Seger i mörker (1939)
- Sång och strid (1940)
- Dvärgen(1944)
- Barabbas (1950)
- Aftonland (1953)
- Sibyllan (1956)
- Det heliga landet (1964)
- Mariamne (1967)